# Sklepienie zwierciadlane

Sklepienie zwierciadlane - rysunek poglądowy

Sklepienie zwierciadlane - jest formą sklepienia klasztornego o bardzo małej krzywiźnie albo sklepienie przechodzące w płaski strop powyżej krótkiego odcinka krzywizny.
Sklepienie zwierciadlane wykonuje się w jego dolnej części jak sklepienie klasztorne pełne na deskowaniu, układając cegły równolegle do oporów, natomiast w górnej części stanowiącej „zwierciadło" na „kanafarz" (układ cegieł pod kątem 45° jednej cegły do drugiej) z minimalną strzałką łuku 1/36 rozpiętości łuku.